# Auberge d'Auvergne (La Valette)
Pour les articles homonymes, voir Auberge d'Auvergne.

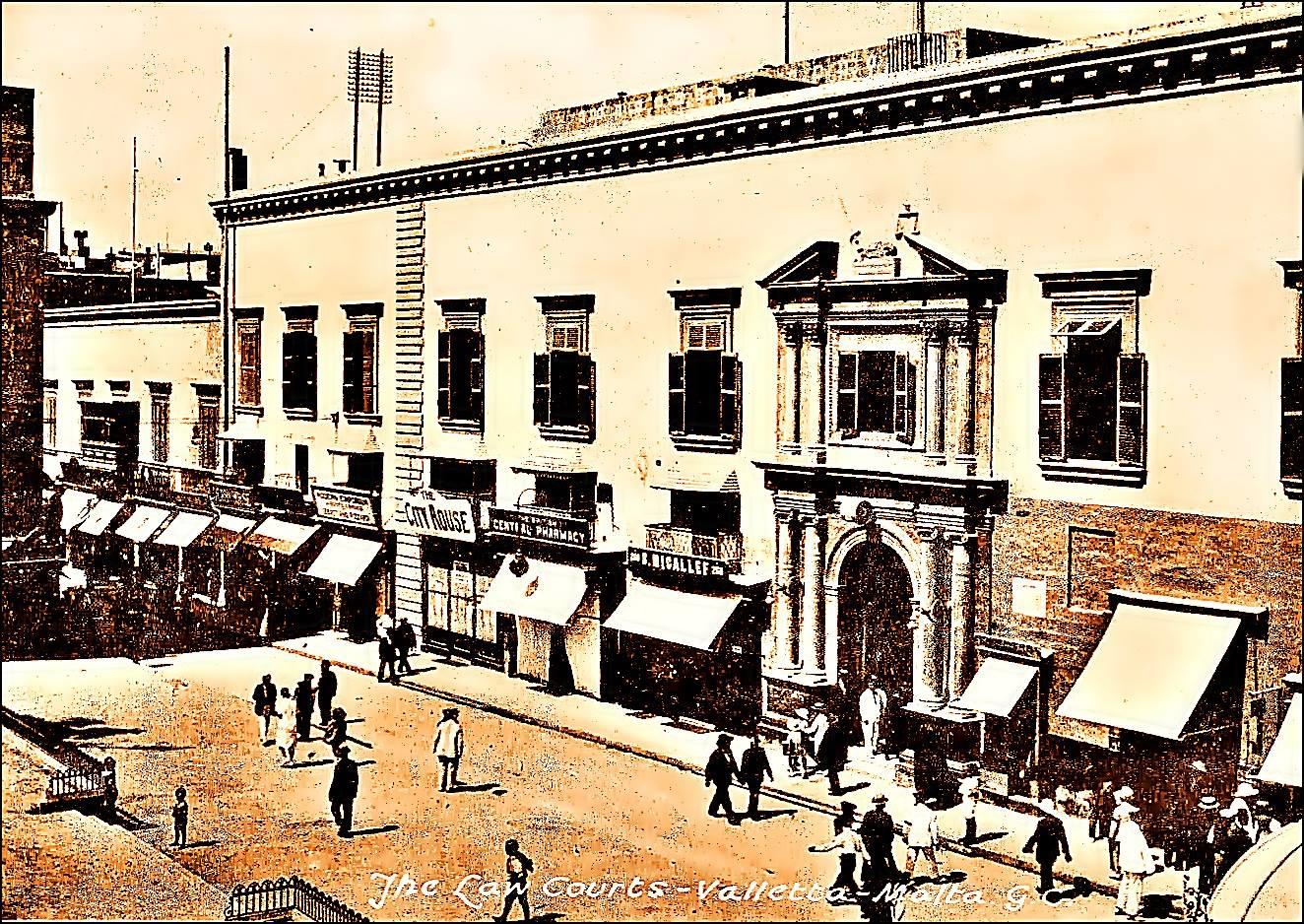
Facade de l'auberge d'Auvergne à La Valette

L’auberge d'Auvergne (maltais : I Berġa tal-Alvernja) était une auberge située à La Valette à Malte. Elle a été construite au XVIe siècle pour abriter les chevaliers de l'ordre de Saint-Jean de Jérusalem appartenant à la langue d'Auvergne. Elle est transformée en palais de justice au XIXe siècle et sera détruit par un bombardement aérien en 1941. Le site est maintenant occupé par le bâtiment du tribunal de justice, qui a été construit dans les années 1960.

## Situation
L'auberge d'Auvergne était située sur la misrah l-Asseju I-Kbir (place du Grand Siège) dans la strada San Giorgio, aujourd'hui triq Ir-Repubblika (rue de la République), sur le côté gauche de la cathédrale Saint-Jean.

## Histoire
La langue d'Auvergne reçue l’autorisation du Chapitre général de construire son auberge le 8 juin 1570. Les plans sont dus à l'architecte maltais Ġlormu Cassar. Les travaux de construction ont lieu de 1570 à 1574. Mais les travaux durèrent jusqu'en 1583, suivant le principe de construction progressive déjà connu dans les projets de Cassar. Des espaces étaient prévus pour des magasins et boutiques dans le corps du bâtiment sans que cela modifie les lignes architecturales.
L'auberge fut agrandie en 1783 par l'adjonction du palais voisin qui datait aussi du XVIe siècle, la casa Caccia. L'auberge continua d'abriter la langue d'Auvergne jusqu'en 1798, quand l'Ordre fut chassée de Malte par Bonaparte en chemin pour la conquête de l'Égypte.
En 1825, l'auberge abrite le Tribunal di Pirateria et la Corte di Fillimento. En 1840, le gouverneur Henry Bouverie y transfère les tribunaux civiles qui se trouvaient à la Castellania. Les tribunaux de juridiction criminelle et le bureau de la police y sont aussi transférés en 1853. Plusieurs modifications y furent apportées sous la direction du surintendant du gouverneur William Lamb Arrowsmith.
En 1886, un tremblement de terre endommagea considérablement le bâtiment le rendant particulièrement dangereux. C'était un tremblement de terre de force VI à VII qui fut ressenti en Sicile et jusqu'en Italie du sud.

## Sources
- Guzè Darmanin Demajo, L'Albergia della Lingua d'Alvernia e la cappella d'Alvernia in S. Giovanni, Archivio storico di Malta, 1931, lire en ligne

- Pauline Galea, Seismic History of the Maltese Islands and Considerations on Seismic Risk, Annals of Geophysics, Vol. 50, N° 6, Décembre 2007

- Alfie Guillaumier, Bliet u Rħula Maltin, vol 2, klabb kotba maltin, 2005
- The Judiciary-Malta - The Courts